# سفارة اليابان في تركيا
سفارة اليابان في تركيا هي أرفع تمثيل دبلوماسي لدولة اليابان لدى تركيا. تقع السفارة في أنقرة وهي تهدف لتعزيز المصالح اليابانية في تركيا.

## وصلات خارجية
- الموقع الرسمي
- قائمة سفارات اليابان
- قائمة السفارات في تركيا